# Antun Rudinski
Antun Rudinski (Subotica, 1º ottobre 1937 – Villingen-Schwenningen, 7 ottobre 2017) è stato un allenatore di calcio e calciatore jugoslavo, di ruolo attaccante.

## Carriera

### Giocatore
Debutta da professionista nel 1952 con la squadra cittadina dello FK Spartak Subotica, ma dopo una sola stagione suscita l'interesse da parte della Stella Rossa di Belgrado, che lo ingaggia nell'estate del 1953, e con cui rimane per nove stagioni vincendo quattro campionati della RSF di Jugoslavia, due Coppe di Jugoslavia e la Mitropa Cup 1958.
All'inizio della stagione 1962-1963 si trasferisce ai rivali cittadini del Partizan, ma un grave infortunio ne limita il rendimento. Riprende la carriera nell'Olimpia Lubiana, prima di trasferirsi all'estero, in Svizzera, al Winterthur, in Francia, al Metz, in Germania, al Viktoria Colonia, prima di chiudere la carriera al Monthey.

### Allenatore
Ha allenato squadre medio-piccole della Germania, ma l'esperienza più importante l'ha visto alla guida del Lugano.

## Statistiche

### Record
- È il più giovane calciatore in una nazionale UEFA all'età di 15 anni, 1 mese e 1 giorno stabilito il 2 novembre 1952 battendo il record precedente di Rudolf Donhardt.[1]

## Palmarès

### Giocatore
- Campionato jugoslavo: 5

Stella Rossa: 1955-1956, 1956-1957, 1958-1959, 1959-1960
Partizan: 1962-1963
- Coppa di Jugoslavia: 2

Stella Rossa: 1957-1958, 1958-1959
- Coppa del Danubio: 1

Stella Rossa: 1958